# Octavi Pujades
Octavi Pujades Boix (ur. 1 lipca 1974 roku w Sabadell, we wspólnocie autonomicznej Katalonii, w zespole miejskim Barcelony) – hiszpański aktor telewizyjny i filmowy.
Studiował medycynę i chirurgię na Universidad Autonoma w Barcelonie. Debiutował na małym ekranie w sitcomie Szczęśliwy dom (Happy House, 2000). W kinowej komedii Lysistrata (Lisístrata, 2002) zagrał postać mitycznego śpiewaka i muzyka Olimposa. Powrócił jednak do hiszpańskich seriali, m.in. Szpital Centralny (Hospital Central, 2004), Obsesja (Obsesión, 2005), Planta 25 (2007) i Herederos (2007).